# عبد المؤمن الديوري
عبد المؤمن محمد الديوري ( 20 فبراير 1938، القنيطرة - 16 مايو 2012، الرباط) هو كاتب مغربي، وأحد المعارضين المنفيين لنظام الحسن الثاني.

## السيرة الذاتية
ولد عبد المؤمن في القنيطرة في 20 فبراير 1938، خلال الحماية الفرنسية في المغرب، اسمه الأول مأخوذ من سجن عين علي مؤمن القريب من مدينة سطات، الذي سجن فيه والده، محمد الديوري، قبل ولادته.

### الحياة الشخصية
تزوج من المخرجة فريدة بليزيد وأنجب منها ابنتان، وخلال فترة نفيه الى فرنسا، تزوج من امرأة فيتنامية، ثوي، وأنجب منها أربعة أطفال، أمين، وريما، وإيمان، وكنزة.

### الأنشطة السياسية
اعتقل عبد المؤمن عندما كان عائدًا من سويسرا بتهمة التورط في انقلاب 13 يونيو 1963، في عهد الحسن الثاني، من قبل أحمد الدليمي نائب رئيس الأمن، ونقل إلى القاعدة الأمريكية في القنيطرة من أجل استجوابه هناك، وبعد محاكمته حكم عليه بالإعدام، لكن أعفي عنه وخرج من السجن بعد احتجاجات 1965 في الدار البيضاء، وفي أعقاب خروجه من السجن عام 1965 تزعم حركات معارضة متعددة لنظام الحسن الثاني رفقة آخرين من ضمنهم محمد البصري، وكان آخر حركة تزعمها هي حركة الديمقراطيين المغاربة في الخارج التي تأسست في إسبانيا عام 1993؛ ومن عام 1971، عاش في فرنسا، وأصبح لاجئًا سياسياً، وكان يكتب باللغة الفرنسية، حيث كتب عدد من الكتب وكان من أبرزها كتاب بعنوان «من يمتلك المغرب» أو «مغرب أونا» الذي تحدث فيه عن ممتلكات الملك الحسن الثاني، وتسبب هذا الكتاب في أزمة بين باريس والرباط إبان حكم فرنسوا ميتران، واضطرت فرنسا حينها ترحيله إلى الغابون صيف 1991. عاد عبد المؤمن بعد ذلك إلى المغرب في عهد محمد السادس بن الحسن في سبتمبر 2006، بعد سنتين من حصوله على جواز سفره تحديداً في أبريل 2004، استقر في مدينة الرباط حتى أصيب بمرض السرطان في عام 2010، والذي أثر عليه حتى وفاته.